# 김류 (1571년)
김류(金瑬, 1571년~1648년 3월 5일)는 조선의 문신이다. 자는 관옥(冠玉), 호는 북저(北渚), 시호는 문충(文忠), 본관은 순천이며, 인조반정의 공신이다. 아버지 김여물이 임진왜란 충주 탄금대 전투 때 전사했으므로 순절자의 아들로 참봉이 되었다. 서인의 영수이고, 인조반정을 기여한 공로로 정사1등공신에 책록되고 관직은 영의정에 이르렀으며 승평부원군(昇平府院君)에 봉작되었다.

## 생애
태종때 좌명공신(佐命功臣)인 김승주의 후손으로, 김승주의 아들 김유온의 6대손이 된다. 아버지 김여물은 임진왜란 때 신립의 부관으로 출정했다가 충주 탄금대에서 패전하고 자결하였다. 그는 부친이 임진왜란 때 전사했으므로 순절자의 아들로 음사(蔭仕)로 참봉에 제수되었다. 이어 모친까지 사망하면서 22, 23세 때 부친과 모친상을 잇달아 치렀다. 1596년, 문과에 급제하여 검열·강계 부사 등을 지냈다. 1623년, 이귀·이괄 등과 함께 인조반정에 성공하여 정사공신으로 책록되었다. 병조참판을 거쳐 벼슬이 대제학에까지 올랐다. 이듬해 이괄의 난이 일어나자 왕을 모시고 공주로 피란했으며, 정묘호란 때에는 강화로 왕을 모시었다.
신경진과의 관계가 매우 재미있는데 신경진과는 아버지의 대부터 친분을 쌓아온 사이이다. 신경진의 아버지 신립은 김유의 아버지 김여물을 부장으로 삼아 탄금대 전투에서 동반 전사했으며 인조 반정에서는 그 반대로 김유가 신경진을 휘하에 두고 인조 반정을 일으켰다.
환도 후 영의정이 되고 승평부원군이 되었다. 그는 문장과 필법이 뛰어났으며 저서로 <북저집>이 있다. 문과에 급제할 때부터는 승문원권지부정자로 벼슬을 시작하였다. 그리고 대교, 주서, 봉교 등을 역임하고 형조좌랑, 호조좌랑을 거쳐 충청도도사, 전주판관 등을 많이 역임하였다.
이후 시강원사서, 홍문관부교리를 역임하고 강계부사까지 역임하고 사헌부지평, 사헌부장령을 지냈으나 인목대비 폐모론에 반대하다가 북인들로부터 모함을 받고 쫓겨난다. 이후 신립 장군의 아들인 신경진과 ‘함께 만 번을 죽더라도 종사를 위해 계책을 도모하자’는 모의를 하게 된다.
1623년, 인조반정에 참가한 뒤에 병조참판, 예조참판, 대사간, 한성부우윤, 한성부좌윤 등을 역임하였다.
1623년 3월 12일 아들 김경징 및 신경유, 조흡, 이성연 등과 함께 창의문을 통해 대궐로 들어갔다. 반정 이후 모든 수습책과 제반 군무는 그의 손에서 결정되었다 해도 과언이 아니다. 그래서 반정 직후 그는 병조판서 겸 판의금부사를 맡았다. 반정 후 안정이 필요한 시기에 그는 병조판서 겸 예문관 제학이란 임무를 띠고 수습에 나섰다. 두 직책은 문과 무에 정통해야 수행할 수 있는 자리였다. 그는 오직 인재를 발굴하고 붕당을 타파하는 일에 주력했다.
"대신은 체면을 중시해야 한다. 체면이 한번 무너지면 무슨 일을 할 수 있겠는가?"
혁명 이후에는 논공행상과 사회 질서를 둘러싸고 잡음이 있기 마련이다. 공신들에 의해 주도된 죄인들을 잡아 다루는 일은 자칫 저항과 민란을 부를 수도 있다. 그는 그것을 슬기롭게 헤쳐나갔다. 양관 대제학과 정사공신 1등에 승평부원군으로 봉해진 것도 인조반정이 단행된 그해였다.
1624년, 이괄의 난이 일어나자 예조판서, 병조판서를 겸임하면서 공주로 왕을 호종하기도 했으며 그 공으로 대사헌, 한성부판윤, 도승지, 우찬성을 지냈다.
이괄의 난 직후 인조와 공신들은 도망치기 직전 감옥에 갇혀 있던 반대파들을 처리하려 하였다. 당시 감옥에는 전 영의정 기자헌 등 49명의 정치범들이 갇혀 있었다. 김류는 이들이 이괄과 내통할 우려가 있다고 인조에게 주살할 것을 청했다.
같은 반정 공신이자 서인인 이귀는 이에 반대하였다.
수감된 사람들 가운데는 높은 제신들이 많은데 이들이 꼭 이괄과 같이 반란을 할 이유는 없을 것이오. ...(이하 중략)... 한 사람이라도 죄없이 죽이는 것은 왕도 정치에서 삼가는 것인데 이제 신문하지도 않고 혐의없이 죽인다면 뒷날 후회가 될까 합니다. 게다가 기자헌은 폐모론이 일어났을 때 절의를 세우다가 귀양갔던 사람인데, 어찌 사리를 분별하여 밝히지 않고 하나같이 모두 죽이겠습니까?

라고 반대하였으나 이는 묵살되었다. 49명의 반대당 인사들은 그의 건의에 따라 하룻밤 사이에 모두 사형당하고 말았다.
1625년, 이조판서, 공조판서, 형조판서를 지내고 1627년, 정묘호란 때는 왕을 호종하고 도체찰사 장만 밑에서 부체찰사로 활약하였으며 예조판서, 좌찬성, 우의정, 좌의정을 거쳐 영의정에 올랐다. 인조는 1634년 3월 김유와 이귀를 불러 주연을 베풀고 술이 절반쯤 되었을 때 세자와 대군을 돌아보고, “너희들은 이 두 사람을 마치 부형처럼 여겨야 한다”고 말했을 정도였다.
1636년 12월 병자호란이 일어나자 인조는 하루에도 두 번씩 팔도도체찰사 겸 영의정 김류를 불러 자문을 구했다. 위기의 순간마다 발했던 그의 꾀도 창졸간에 당한 청나라 대군과의 전쟁에선 화의론(和議論)이라는 변통책 밖에 뾰족한 수가 없어 인조는 치욕적인 항복을 하게 되었다.
1637년 1월 말 한양으로 환도했으나, 아들 김경징(金慶徵)이 강화도 수비를 실패했다는 이유로 사사당했고 김류 자신도 남한산성에서 청나라와 싸울 때 부총관 직을 맡은 기평군(杞平君) 유백증(兪伯曾)의 상소로 파직과 삭탈관직이 되어 향리로 방축됐다. 그러나 인조는 “이번에 성을 지킨 것은 김 아무개(김류를 지칭)의 힘이었다”고 비호했고, 거듭된 신하들의 주장으로 문외로 송출했다가 이듬해에 특명으로 예전의 직책으로 서용했다.
1644년(인조 22년) 심기원의 역모 사건을 신속하게 처리함으로써 그 공로를 인정받아 그 해 4월 5일 다시 영의정이 되고, 영국공신(寧國功臣) 1등에 서훈되었다. 김유는 스무 차례 넘게 사직을 청해 12월 7일 사직하였다가, 이듬해(1645년) 2월 3일부터 1646년 3월 4일까지 다시 영의정을 지냈다.
그러나 강빈 사사에 반대하다 인조의 노여움을 받아 영의정에서 물러난다.

## 저서
- <북저집>(北渚集)

## 가족 관계
- 증조부 : 김수렴(粹濂)
  - 조부 : 김훈(金壎)
  - 조모 : 신천 강씨(信川康氏), 부사 강의(康顗)의 딸
    - 아버지 : 김여물(金汝岉, 1548년 ∼ 1592년)
    - 어머니 : 함양 박씨(咸陽朴氏), 박수강(朴壽岡)의 딸
      - 부인 : 진주 류씨(晉州柳氏), 류근(柳根, 1549년 ∼ 1627년)의 딸
        - 아들 : 김경징(金慶徵, 1589년 ~ 1637년)
        - 자부 : 고령 박씨(高靈朴氏), 박효성(朴孝誠)의 딸
          - 손자 : 김진표(金震標)

## 관련 작품

### 드라마
- 《대명》 (KBS, 1981년, 배우: 이치우)
- 《남한산성》 (MBC, 1986년 ~ 1987년, 배우: 전운)
- 《서궁》(KBS, 1995년 ~ 1995년, 배우: 김성원)
- 《왕의 여자》(SBS, 2003년 ~ 2004년, 배우: 김진호)
- 《궁중잔혹사 - 꽃들의 전쟁》 (JTBC, 2013년, 배우: 김종결)
- 《화정》 (MBC, 2015년, 배우: 박준규)
- 《연인》 (MBC, 2023년, 배우: 권태원)

## 평가
문무겸전(文武兼全)의 대표적 인물로, 그의 문집인 북저집(北渚集)의 서문을 쓴 동명 정두경과 백헌 이경석이 내린 객관적 평이다.

## 기타
그는 당색으로는 서인이었으나 그의 장인 서경은 동인, 남인이었다. 서경은 퇴계 이황의 문인으로 문과에 장원 급제한 뒤 예조판서에 올랐고 임진왜란 때는 국왕을 호송한 공을 세운 당대의 대표적 정치가였다.

## 같이 보기
- 인조반정
- 이귀
- 이괄
- 이서
- 김자점
- 한명련
- 원두표
- 구굉
- 구사맹